# Gylne Gutuer
Gylne Gutuer ist ein Straßenradrennen für Männer in Norwegen.
Das Eintagesrennen fand erstmals im Jahr 2018 statt und wird im Rahmen des Uno-X Development Weekend ausgetragen, zu dem auch das Hafjell TT und der Lillehammer GP gehören. Die Strecke führt auf einem Rundkurs durch die Kommune Stange südlich von Hamar. Das Rennen ist Teil der UCI Europe Tour und in die UCI-Kategorie 1.2 eingestuft.

## Sieger
| Jahr | Sieger               | Zweiter                 | Dritter                |          |
| ---- | -------------------- | ----------------------- | ---------------------- | -------- |
| 2018 | Jasper Philipsen     | Casper von Folsach      | Markus Hoelgaard       |          |
| 2019 | Kristoffer Skjerping | Morten Hulgaard         | Jordi Meeus            |          |
| 2020 | Trond Trondsen       | Kristian Aasvold        | Erik Nordsæter Resell  |          |
| 2021 | William Blume Levy   | Embret Svestad-Bårdseng | Magnus Sørbø           |          |
| 2022 | André Drege          | Andreas Stokbro         | Frederik Irgens Jensen |          |
| 2023 | Andreas Stokbro      | Rasmus Bøgh Wallin      | Kristoffer Skjerping   |          |
| 2024 | abgesagt             | abgesagt                | abgesagt               | abgesagt |